# Halcyon coromanda
El alción rojizo (Halcyon coromanda) es una especie de ave coraciforme de la familia Halcyonidae que vive en el este de Asia. Su nombre científico alude a la costa de Coromandel de la India.

## Descripción

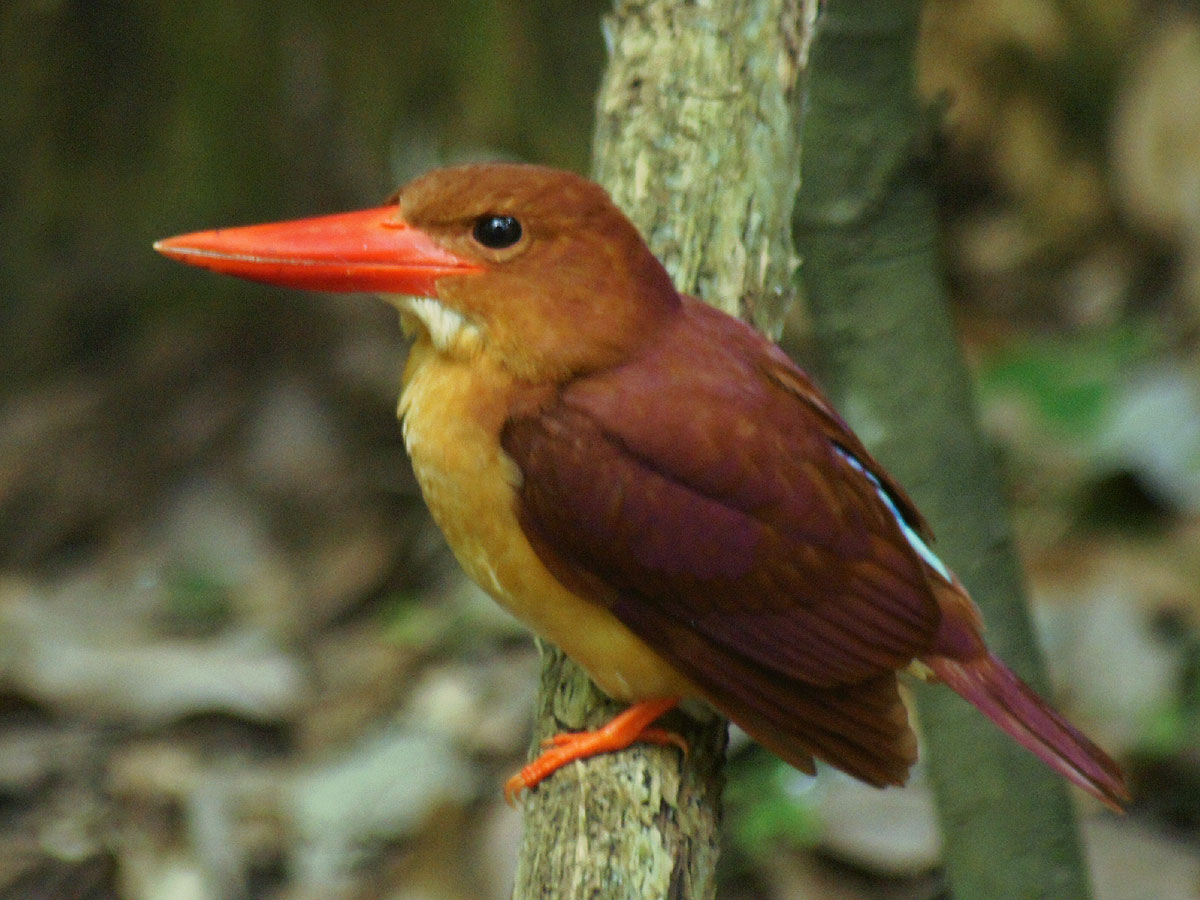
Macho en Japón.

El alción rojizo mide aproximadamente 25 cm. Las partes superiores de su cuerpo son de color castaño rojizo que se oscurece hacia tonos púrpuras en cola y alas, y tonos canela en las partes inferiores. Su obispillo es azul celeste iridiscente. Su largo pico y patas son de color rojo bermellón. Presentan cierto dimorfismo sexual siendo la coloración de los machos algo más intensa.

## Distribución y hábitat

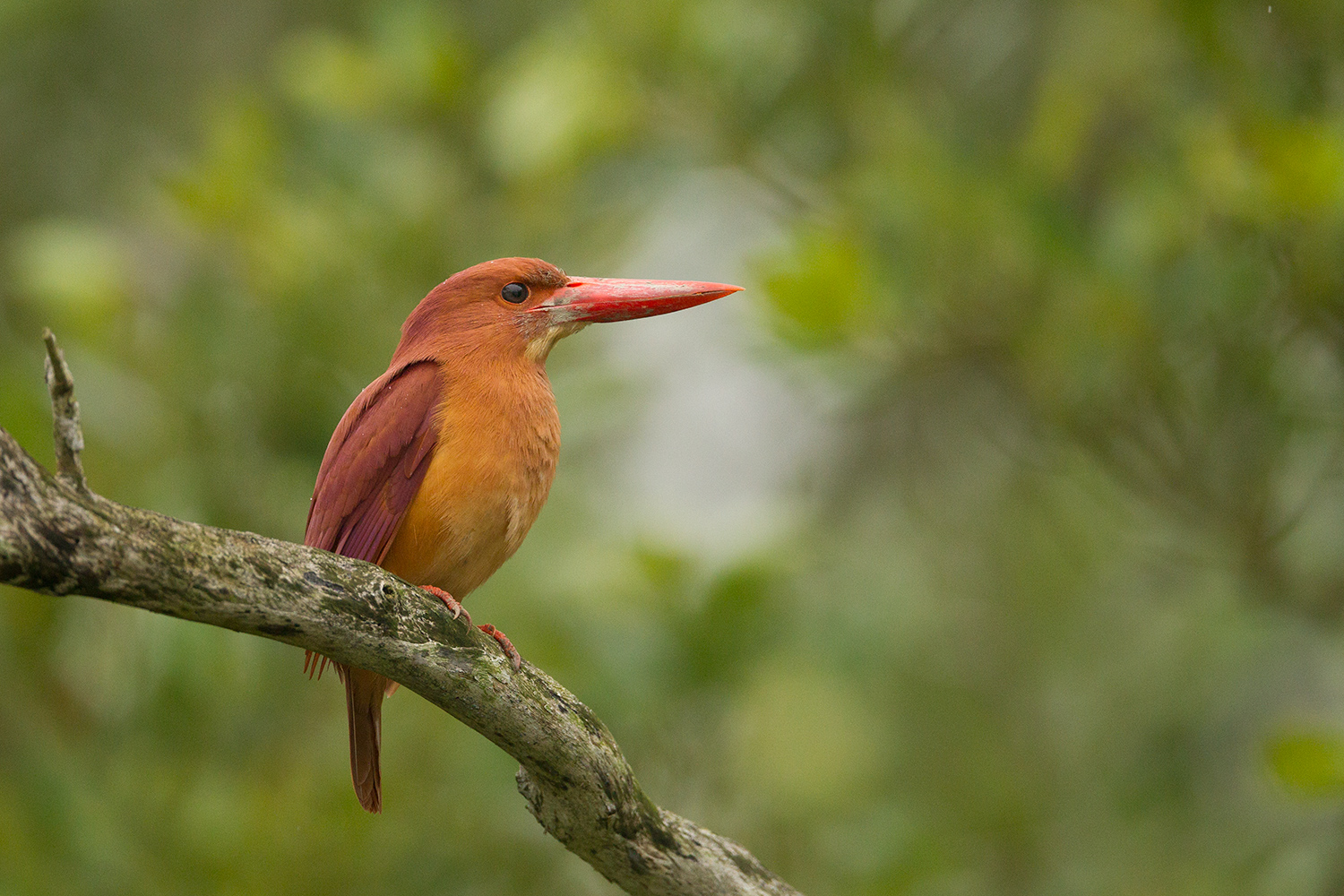
Álcion rojizo en la reserva de tigres de Sunderban, India.

Se extiende desde la India nororiental hasta Corea y Japón en el este, a través del sudeste asiático, llegando a Filipinas y las islas mayores de la Sonda. Las poblaciones que crían más al norte (Corea, Japón y el Himalaya oriental) son migratorias y llegan hasta Borneo para pasar el invierno. 
Los alciones rojizos viven en los bosques desde las templadas hasta las tropicales, llegando a las junglas y selvas húmedas densas. Son aves comunes en la zona sur de su área de distribución aunque son escasas en Japón. Debido a su preferencia por los grandes bosques 
es más frecuente oír sus cantos que llegar a verlos.

## Comportamiento
Como los demás alciones se alimentan de peces, crustáceos, grandes insectos, ranas y otros anfíbios. Generalmente se desplazan en solitario o en parejas.

## Imágenes

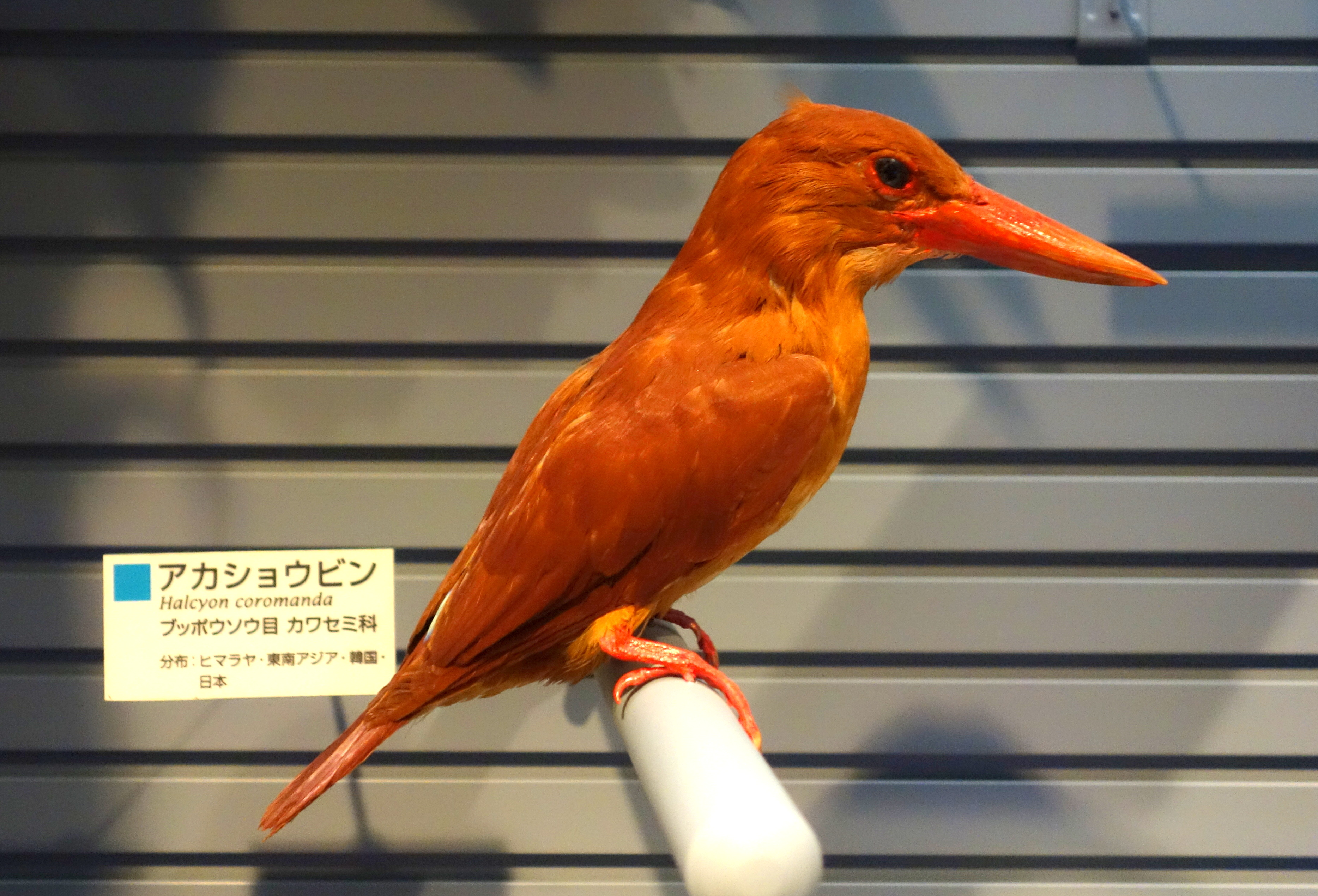
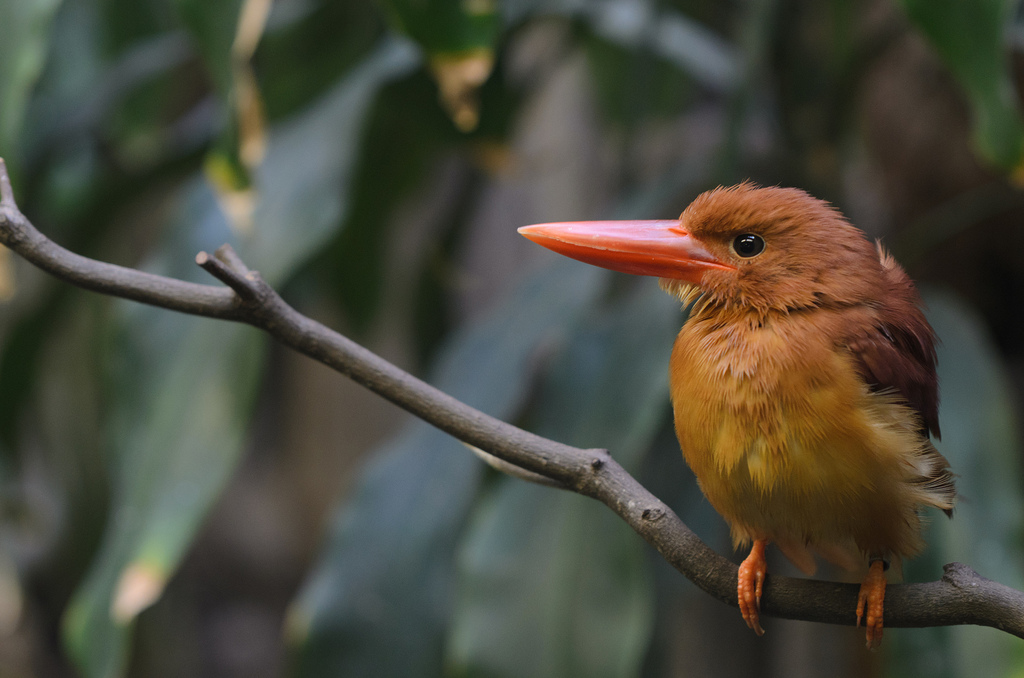
Alción rojizo en el zoológico de Tokyo.